# Estação Cantagalo / Copacabana
A Estação Cantagalo / Copacabana de metrô é uma das estações deste meio de transporte da cidade do Rio de Janeiro. Localiza-se na Praça Eugênio Jardim, no bairro de Copacabana. Cantagalo / Copacabana faz parte da Linha 1 do metrô da cidade, sendo a penúltima estação da linha. É a terceira estação do bairro de Copacabana.
Em alguns fins de semana e feriados, a estação recebe os trens da Linha 2.
Possui dois acessos: 
- Acesso A - Miguel Lemos
- Acesso B - Xavier da Silveira

## História
Em março de 1987 Moreira Franco assume novamente o governo do Rio. Seu secretário de transportes José Barat anuncia os novos planos para o Metrô: ampliação da Linha 1 até Copacabana e da Linha 2 até Pavuna. Dentro do plano de ampliação da Linha 1, encontra-se a estação Cantagalo / Copacabana (antes, Cantagalo). Uma dívida de Cz$ 800 milhões com o BNDES impedia as obras, mas foi renegociada. Apesar disso, as obras de expansão da Linha 1, incluindo a futura estação Cantagalo (nome antigo, agora Cantagalo/Copacabana) foram iniciadas pela construtora CBPO somente em 4 de julho de 1988. Por falta de recursos, as obras foram paralisadas em meados daquele ano. Em 1991, Brizola assume um segundo mandato no estado do Rio e cancela as obras de vez, transformando áreas em estacionamento, aterrando túneis e desmobilizando canteiros. Por conta de dívidas do metrô com o BNDES, a verba de US$ 457 milhões necessária para a conclusão das obras de expansão foi bloqueada.
| “ | ...O erro foi o governador (Moreira Franco) decidir por essa obra sem dinheiro, sem recursos, sem financiamento. Ficaram grandes dívidas para o estado... | ” |
| — Governador Leonel Brizola durante vistoria de obras paralisadas do metrô para o Jornal do Brasil de 27 de julho de 1991 | |   |

As obras de construção da Garagem Cantagalo, com capacidade para 72 automóveis, foram iniciadas em 21 de fevereiro de 1992 e foram concluídas em 24 de abril daquele ano.
A retomada das obras da estação Cantagalo (nome antigo, agora Cantagalo / Copacabana) correu apenas no ano de 2001, através da obtenção de um empréstimo junto ao BNDES no valor de R$ 284,2 milhões. As obras foram programadas para serem retomadas em janeiro de 2002. Porém apenas projetos foram realizados naquele ano.
Em 21 de outubro de 2004 as obras foram finalmente retomadas pela construtora Odebrecht (atual Novonor) (que adquiriu a CBPO na década de 1990). Até aquele momento, desde o início das obras em 1988, apenas 20% dos trabalhos haviam sido realizados. O governo do Rio, de Rosinha Garotinho prometeu entregar a estação funcionando em 2006.  Apesar das ameaças de paralisação, por conta de atrasos no repasse do BNDES, as obras da estação prosseguiram com a Odebrecht trabalhando 7 meses sem receber.  A discussão sobre o atraso nos repasses levou a governadora Rosinha a ameaçar acionar judicialmente o BNDES, além de protestos da população de Copacabana (que convivia com as obras há quase 18 anos) O banco de fomento alegou que somente poderia retomar os repasses caso o estado quitasse uma dívida de R$ 34 milhões do estado para com a instituição. Após ação do governo do Rio junto ao STF, o BNDES liberou os recursos e a construtora recebeu os recursos.

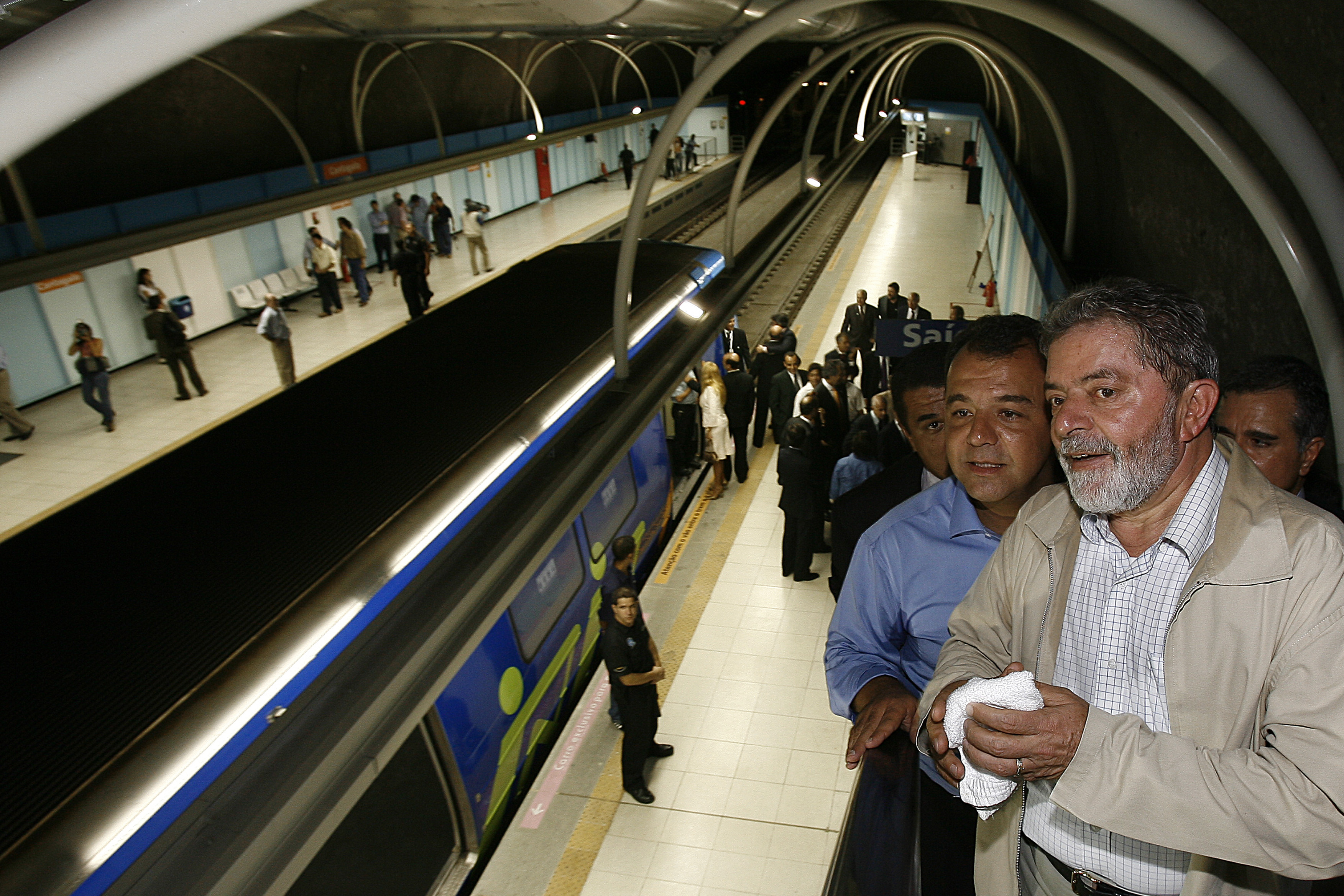
O presidente Luiz Inácio Lula da Silva e o governador do Rio de Janeiro, Sérgio Cabral, na reinauguração da Estação Cantagalo do metrô.

A estação foi inaugurada oficialmente (embora sem condições de funcionamento) pela governadora Rosinha Garotinho no dia 18 de dezembro de 2006, mas só passou a funcionar efetivamente a partir de 27 de fevereiro de 2007, já sob o comando do governador Sérgio Cabral Filho. Em sua primeira semana, a passagem foi gratuita para os passageiros que embarcassem na estação.
Cantagalo / Copacabana está a uma distância 1.200 metros da estação precedente Siqueira Campos / Copacabana, e está localizada dentro do morro dos Cabritos. Após sua inauguração foi estimado o tráfego de 25 mil pessoas por dia. Com a construção uma área de manobra, especula-se que o intervalo de trens na Linha 1 seja reduzido de 4 minutos e 20 segundos para três minutos. Foi empregada nesta estação uma verba de R$ 478 milhões, uma composição de recursos federais e estaduais.
No dia 28 de fevereiro de 2007, ocorreu um problema de falta de energia na estação, impedindo-a de funcionar durante duas horas. O problema interno foi resolvido e a estação reaberta ao público logo depois. A linha 1 operou somente de Saens Peña até Siqueira Campos. O trecho entre Siqueira Campos / Copacabana e Cantagalo / Copacabana foi feito com ônibus especiais que fazem a integração - serviço chamado de Metrô na Superfície. A estação Cantagalo / Copacabana havia sido inaugurada oficialmente pelo governador Sérgio Cabral Filho no dia anterior.
Em agosto de 2022, a estação foi renomeada de "Cantagalo" para "Cantagalo / Copacabana", ocasião em que as estações ganharam sufixos com os nomes dos bairros em que se localizam.

## Tabelas
| Sigla | Estação                | Inauguração | Capacidade                   | Integração | Plataformas | Posição     | Notas |
| ----- | ---------------------- | ----------- | ---------------------------- | ---------- | ----------- | ----------- | ----- |
| CTG   | Cantagalo / Copacabana | 2006        | 25 mil passageiros hora/pico |            | Laterais    | Subterrânea |       |